# Franco Patrignani
Franco Patrignani (Chieti, novembre 1901 – Ancona, 28 maggio 1978) è stato un medico e politico italiano.

## Biografia
Nato nel 1901 a Chieti, risultava iscritto alla sezione giovanile del Partito Socialista Italiano di quella città già nel 1919. Nel 1927 conseguì la laurea in medicina presso l'Università di Roma e nel novembre 1939, a seguito di un pubblico concorso, divenne primario medico dell'Ospedale civile di Ancona.
Aderì al Partito Comunista Italiano nel novembre 1943 e, malgrado i bombardamenti a cui era sottoposta Ancona, prese parte alla liberazione della città. Nei due mesi immediatamente successivi ne divenne sindaco per poi ricoprire la carica di presidente della Deputazione provinciale fino al 1948.
Dimessosi dalla carica di primario nel 1954, continuò l'attività all'interno del partito dedicandosi soprattutto all'ambito culturale. Divenne presidente del Circolo Tommasi e successivamente del Circolo della Resistenza. Morì ad Ancona il 28 maggio 1978 all'età di 76 anni.

## Archivio
Il fondo Franco Patrignani è conservato presso l'Istituto regionale per la storia del movimento di liberazione delle Marche (IRSMLM). Esso comprende carte relative a tutte le attività svolte da Patrignani dopo la seconda guerra mondiale: la ricostruzione di Ancona, l'attività dei circoli "Tommasi" e "Resistenza", i suoi rapporti con l'Associazione Nazionale Partigiani d'Italia e con il Partito Comunista Italiano, il suo impegno nella programmazione ospedaliera e i documenti della causa promossa con l'Ospedale civile di Ancona. Si conservano anche alcuni periodici.